# Bärbel Jungmeier
Bärbel Jungmeier (* 8. Juli 1975 in Villach) ist eine ehemalige  österreichische Radsportlerin, evangelische Theologin und seit 2018 Direktorin des Piaristengymnasiums Krems. Sie war die erste österreichische Olympiateilnehmerin im Mountainbikesport.

## Leben
Bärbel Jungmeier kam 1975 in Villach zur Welt und wuchs am Millstätter See auf. Sie studierte Evangelische Theologie an der Universität Wien und schloss das Studium 1998 mit einer Diplomarbeit zur „Religio athletae“ ab.
Jungmeier begann 1995 mit dem Mountainbikesport und feierte 1998 ihren ersten Vizestaatsmeistertitel in der Disziplin Cross-Country. Ab dem Jahr 2000 startete sie bei internationalen Wettkämpfen und nahm insgesamt an 7 MTB-Europameisterschaften und 5 MTB-Weltmeisterschaften teil. Höhepunkt ihrer Karriere war 2004 die Teilnahme an den Olympischen Sommerspielen in Athen, wo sie den 14. Platz errang.
Von 2000 bis 2005 war Jungmeier Mitglied des österreichischen MTB-Nationalteams, im Jahr 2006 auch des Straßen-Nationalteams, wo sie bei der Heimweltmeisterschaft in Salzburg im Einzelzeitfahren am Start war.
Neben mehrtägigen MTB-Etappenrennen (Alpentour Styria (2000, 1. Platz), Transalp Challenge (2007, 2. Platz) absolvierte die Allrounderin auch Straßenrundfahrten in Tschechien, Australien und Neuseeland.
Insgesamt gewann Jungmeier 15 Medaillen bei Österreichischen Staatsmeisterschaften, davon 10 in MTB-Disziplinen (Cross Country, Marathon) und 5 in weiteren Radsportdisziplinen (Straßenrennen, Einzelzeitfahren und Bahn).
2008 beendete Bärbel Jungmeier ihre aktive Karriere im Radsport und engagierte sich in der Folge in der Nachwuchsförderung, als Trainerin und Projektleiterin.
Nach ihrer Sportkarriere wurde Jungmeier im Bereich Coaching und Supervision tätig. Sie absolvierte dazu an der Universität für Weiterbildung Krems ein Master-Studium und beendete dieses 2011 mit einer Arbeit zur Supervision unter evangelischen Pfarrern. Danach baute Jungmeier ein Schülercoaching-Projekt am  BORG St. Pölten für Leistungssportler und an weiteren niederösterreichischen Schulen auf und übernahm 2018 die Direktion des Piaristengymnasiums in Krems an der Donau.